# Lauren Williams (taekwondo)
Pour les articles homonymes, voir Williams.
Lauren Williams, née le 25 février 1999 à Blackwood (Royaume-Uni), est une taekwondoïste britannique. Elle est vice-championne olympique en moins de 67 kg aux Jeux olympiques d'été de 2020.

## Carrière
Lauren Williams  évolue dans la catégorie des moins de 67 kg. Elle est médaillée d'or aux Championnats d'Europe 2016 à Montreux ainsi qu'aux Championnats d'Europe 2018 à Kazan et aux Championnats d'Europe extra 2019 à Bari. Elle est ensuite médaillée d'argent aux Championnats d'Europe 2021 à Sofia ainsi qu'aux Jeux olympiques de Tokyo.
Elle remporte ensuite la médaille de bronze des moins de 67 kg aux Championnats du monde féminins de taekwondo 2021 à Riyad.
Elle remporte la médaille de bronze dans la catégorie des moins de 67 kg aux Championnats d'Europe 2022 à Manchester.